# Scott Newlands
Pour les articles homonymes, voir Newlands.

a Compétitions nationales et continentales officielles uniquement.

Dernière mise à jour le 23 août 2016.
Scott William Newlands, né le 20 juillet 1985 à Édimbourg, est un joueur écossais de rugby à XV qui évolue au poste de troisième ligne aile.

## Biographie
- 2006-2007 : Border Reivers
- 2007-2011 : Edinburgh Rugby
- 2011-2014 : US Oyonnax
- 2014-2016 : US Carcassonne

En 2017, il rejoint le staff du Valence Romans Drôme rugby en Fédérale 1 en tant que responsable de la performance. En 2018, il devient égalemenent entraîneur chargé de la défense.

## Palmarès
- Vainqueur du championnat de France de Pro D2 en 2013 avec l'US Oyonnax